# Berliet PLR
Le Berliet PLR est un autobus fabriqué par le constructeur français Berliet de juillet 1953 à mai 1956. Présenté au Salon de Paris de 1952, ce modèle était proposé en 2 versions autocar et autobus en 2 variantes : PLR 8 et PLR 10.

## Histoire
Paul Berliet, qui avait repris la tête de l’entreprise familiale en juillet 1949, constatait que son PCK, conçu en 1935, était devenu complètement obsolète face aux Chausson, Renault ou Isobloc. L’idée de voir le réseau urbain de Lyon s’équiper en Renault ou Chausson le hantait. Les régies de transport réclamaient un super PCK mais il leur présenta le PCR qui ne répondait pas aux attentes.
Parmi les nombreux ingénieurs allemands "invités" à venir travailler en France après 1945, E.M. Haug, spécialiste des autocars, a été placé chez Rochet-Schneider où il étudie un nouveau modèle répondant à la même définition que le Renault R4190. Mais la marque n’avait plus les moyens de poursuivre le développement des projets, tracteurs porte-chars et autocars. Les ingénieurs changèrent d’employeur et Mr Haug modifia ses plans pour intégrer les moteurs Berliet, dont l'étude de la version horizontale avait à peine débuté. Il modifia aussi sa conception d’ensemble pour pouvoir fournir les châssis aux carrossiers extérieurs.
Trois prototypes vont valider moteur et châssis en 1950. Les prototypes d'un autocar et d'un autobus sont immatriculés au printemps 1951. Il y a urgence ! L’OTL - Compagnie des Omnibus et Tramways de Lyon, ancêtre des TCL, a déjà pris possession de 15 Chausson ASH, 10 MGT à moteur arrière et un Somua OP8. 
Le PLR a un argument de poids, son moteur n’encombre pas le véhicule, même si la hauteur de plancher de 810 mm est plus importante que les 750 mm du Chausson et 700 mm du Somua. L’OTL ne commandera que 15 PLR, livrables en 1956. 
Heureusement, une opportunité s’offre à Berliet. La Empresa Nacional de Transportes du Chili est à la recherche d’un autobus mixte de grande capacité. Le gouvernement chilien, hostile aux américains et à leurs alliés, favorise la France. Berliet emporte le marché pour la fourniture de 200 PLR10, ce qui va permettre son industrialisation. 
Dans la foulée, Berliet extrapole du PLR un autobus de 12 mètres à trois essieux, le PBR, d’une capacité de 125 places. Ce modèle restera sans concurrent, car ni Chausson ni Renault ne s'aventureront sur ce créneau. Avec le PBR, Berliet va reconquérir Lyon, Marseille, Alger, Bordeaux, Clermont-Ferrand et Metz. De plus, en collaboration avec Vétra, Berliet va lancer un trolleybus, que l’on retrouvera à Lyon, Marseille, Nice et à Saint Etienne. Le PLR roulera dans les rues de Lyon, Marseille, Nice, Le Mans et Toulon.
En 1953/54, Berliet aura renouvelé toute sa gamme avec les trois modèles de taille différente : le petit PLB, le modèle standard PLR et le PBR, un grand autobus à double essieu arrière. Comme de coutume à cette époque, les modèles sont proposés en versions autocars et autobus urbains.

## Les PLR 8U & 10 U
Les nouveaux autobus urbains Berliet PLR 8U et PLR 10U, commercialisés dès 1953/54 sont extrêmement proches. Ils ont été conçus sur un châssis plate-forme poutre et munis d'un moteur central. Ils inaugurent un plancher plat et la suppression du capot moteur à l'avant grâce au nouveau moteur horizontal placé à plat sous le plancher. C'est une révolution pour le constructeur français mais il ne fait que reprendre la technique adoptée par tous les grands constructeurs à l'étranger. Le PLR 8 est équipé du moteur Berliet MDUH 5 cylindres développant 125 Ch, le PLR 10 est équipé du moteur Berliet MDZH 6 cylindres pour une puissance de 150 CV. Une version suralimentée est proposée en option avec une puissance de 180 Ch.
Les PLR 8U & 10U furent les derniers autobus à 2 agents, conducteur et receveur. Tous ces autobus furent retirés du service entre 1976 et 1977.

### Le PLR face à ses concurrents
Si l’autobus PLR se révèle plus efficace que le Renault au moteur moins puissant et plus bruyant, il a beaucoup de peine à trouver ses marques. Il est plus cher que les Renault et Chausson qui viennent de bénéficier de quelques retouches avec une nouvelle face avant plus moderne et Chausson propose également un modèle à moteur central l’AN. Mais le PLR est très lourd, son poids à vide est de 10.400 kg contre 7.780 du Chausson et 7.630 du Renault, ce qui se traduit par une surconsommation importante. Le PLR sera destiné essentiellement aux lignes régulières en Algérie. En métropole, il sera utilisé essentiellement comme car de tourisme, parfois habillé par un carrossier spécialisé.
Face à l’écrasante domination des Chausson et Renault sur le marché des 45 places, Berliet se console avec le succès inattendu du PLB qui conserve un châssis classique avec moteur à l'avant. Mais c’est un rôle de figurant qui ne satisfait pas les ambitions de Paul Berliet qui va confier à Mr. Haug l’étude d’un nouvel autocar, le PLH à structure treillis qui sera lancé en 1956 et préfigure une gamme à succès, les PH. La production des derniers PLR s'arrête en 1963.